# Richard Gavin Reid
Richard Gavin Reid (Glasgow, 17 de janeiro de 1879 – Edmonton, 17 de outubro de 1980) foi um político canadense que serviu como primeiro-ministro da província de Alberta de 1934 a 1935. Foi o último membro do United Farmers of Alberta (UFA) a ocupar o cargo. A derrota de seu partido para o recém-criado Partido do Crédito Social de Alberta na eleição de 1935, fê-lo o primeiro-ministro a servir por menos tempo até aquele ponto da história de Alberta.
Nascido perto de Glasgow, Reid teve vários empregos, desde jovem  — dentre os quais incluem-se: atacadista, médico do exército (durante a Segunda Guerra dos Bôeres), lavrador, lenhador e dentista — e imigrou para o Canadá em 1903. Envolveu-se na política local e juntou-se ao recém-formado partido dos agricultores, que lhe indicou para concorrer às eleições provinciais de 1921 como seu candidato em Vermilion. O partido venceu as eleições, e Reid atuou em várias funções nos gabinetes dos primeiros-ministros Herbert Greenfield e John Edward Brownlee, estabelecendo uma reputação de competência e conservadorismo fiscal. Quando um escândalo sexual forçou Brownlee a deixar o cargo, em 1934, Reid foi a escolha unânime do caucus para sucedê-lo como primeiro-ministro.
Quando Reid assumiu o cargo, a província estava vivenciando a Grande Depressão, levando-o a tomar algumas medidas para aliviar o sofrimento de seus concidadãos, contudo, acreditava que a indução de uma recuperação econômica completa estava além da capacidade do governo provincial. Nesse clima, os eleitores foram atraídos pelas teorias econômicas do pregador evangélico William Aberhart, que defendia uma versão do crédito social.
Apesar das alegações de Reid de que as propostas de Aberhart eram economicamente e constitucionalmente inviáveis, seu partido foi derrotado — não mantendo um único assento no parlamento — na eleição de 1935. Reid viveu por mais quarenta e cinco anos após sua derrota, os quais foram passados na obscuridade. Nunca mais retornou à vida política.

## Primeiros anos
Richard Gavin Reid nasceu em 17 de janeiro de 1879, próximo a Glasgow, na Escócia. Seus pais eram George Reid (1843 a 1913) e Margaret (Ogston) Reid (1850 a 1928). Frequentou a escola em Glasgow e trabalhou por vários anos no negócio de provisões por atacado, antes de se alistar no Corpo Médico do Exército Real. De 1900 a 1902, serviu como Sargento de Lança na África do Sul durante a Segunda Guerra dos Bôeres, onde trabalhou no serviço hospitalar. Posteriormente, retornou à Escócia e, lá, começou a planejar seu futuro, até que decidiu mudar-se para o Canadá — embora tenha considerado retornar à África do Sul.
Em 1903, chegou em Killarney, na província canadense de Manitoba, onde trabalhou como lavrador durante a colheita local. Durante o inverno daquele ano, Reid também trabalhou como lenhador em Fort William, Ontário. Ao ir para o oeste, montou uma fazenda na região centro-leste de Alberta — também começou a praticar odontologia, aproveitando sua experiência no exército. Em 9 de setembro de 1919, casou-se com Marion Stuart, com quem teve três filhos e duas filhas.

## Início da carreira política

### Entrada na política
A carreira política de Reid começou com sua estada de quatro anos no conselho municipal de Buffalo Coulee, em torno da atual Vermilion, do qual foi presidente por dois anos. Reid foi fundamental na fundação do hospital municipal do distrito de Vermilion, em cuja diretoria serviu por muitos anos. No âmbito federal, atuava na Associação Política dos Agricultores Unidos de Alberta Battle River, da qual se tornou presidente.

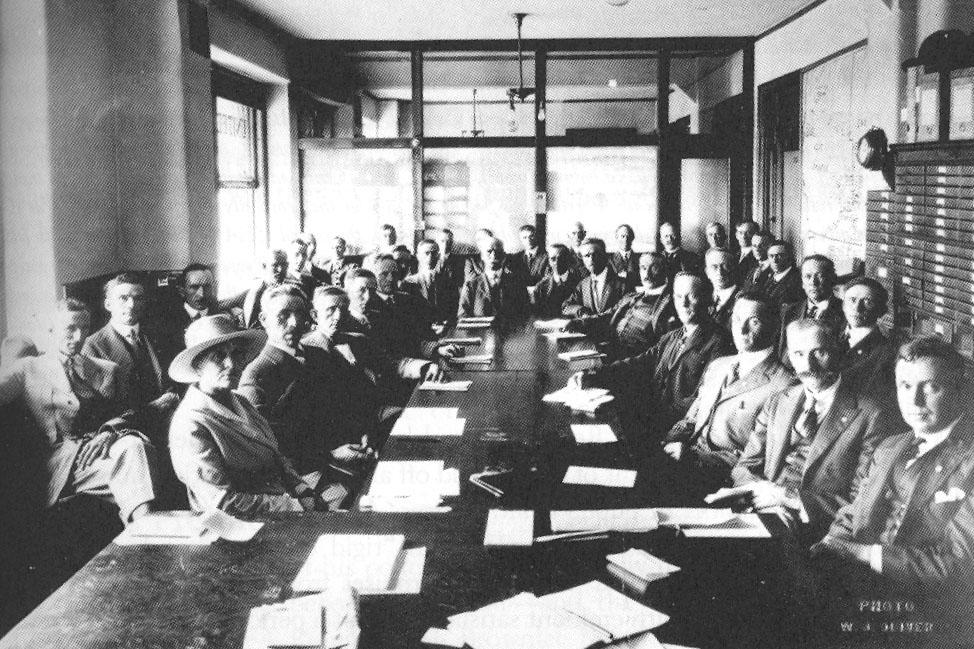
A primeira reunião do caucus dos agricultores de Alberta após a eleição de 1921, na qual é selecionado Herbert Greenfield como o seu primeiro-ministro. Reid, que presidiu a reunião, senta-se na extrema direita

Reid foi indicado como candidato em Vermilion durante a eleição provincial de 1921, a primeira em que seu partido apresentou candidatos. A Assembleia Legislativa foi dominada pelos Liberais, que governaram a província desde sua criação em 1905. Para sua grande surpresa, derrotou seu oponente liberal e foi eleito para a legislatura, junto com 37 de seus colegas candidatos da UFA — o suficiente para formar um governo majoritário. Presidiu a primeira reunião da nova convenção, na qual selecionou Herbert Greenfield como primeiro-ministro. Reid foi reeleito nas eleições de 1926 e 1930.

### Atuação no governo
Reid ocupou cargos de alto escalão no governo de Greenfield e de seu sucessor, John Edward Brownlee. Greenfield nomeou-o Ministro da Saúde e Ministro de Assuntos Municipais em 1921. No exercício anterior, baseou-se em sua experiência no conselho de Vermilion para a criação de novos conselhos municipais de saúde. Também propôs um programa de eugenia através da esterilização dos deficientes mentais, que em 1928 levou ao Ato de Esterilização Sexual de Alberta. Como defensor da economia em todo o governo, demitiu todos os enfermeiros de inspeção escolar e muitos enfermeiros de saúde pública. Essa inclinação para a economia também ficou evidente em seu desempenho como Ministro de Assuntos Municipais, no qual resistiu a uma convocação, em 1926, de vários municípios para transferir uma proporção maior da responsabilidade de cuidar de indigentes para a província. Em 1929, discordou deles novamente quando insistiu que fossem responsáveis por 10% das pensões para idosos, pagas a seus residentes.
Em 1923, Greenfield removeu Reid das funções que até então exercia e o transformou em Tesoureiro Provincial, cargo no qual ampliou seu conservadorismo fiscal a todo o governo. No início de seu mandato, apresentou uma nota ao gabinete recomendando que os ministros reduzissem seus orçamentos e que o governo criasse um departamento de compras encarregado de coordenar os gastos com suprimentos. Nestas propostas, encontrou em Brownlee, Procurador Geral de Greenfield, um aliado próximo às suas ideias, inclusive, quando este sucedeu Greenfield como primeiro-ministro em 1925, manteve Reid como Tesoureiro Provincial e o renomeou como Ministro de Assuntos Municipais. Brownlee e Reid tinham o hábito de trabalharem juntos não apenas em questões fiscais, mas também em assuntos agrícolas: em julho de 1923, viajaram juntos para investigar a criação de uma cooperativa de trigo (wheat pools). Esta viagem incluiu uma reunião com o pioneiro cooperativo Aaron Sapiro, em São Francisco, e uma visita ao mercado de commodities de Chicago. Ambos, Reid e Brownlee, concluíram que a cooperativa deveria ser prosseguida com cautela. Tovadia, esta visão foi rejeitada após uma visita de Sapiro à província de Alberta, a qual gerou tanto entusiasmo que o governo teve pouca escolha senão aderir à criação de uma cooperativa de trigo, a Alberta Wheat Pool.

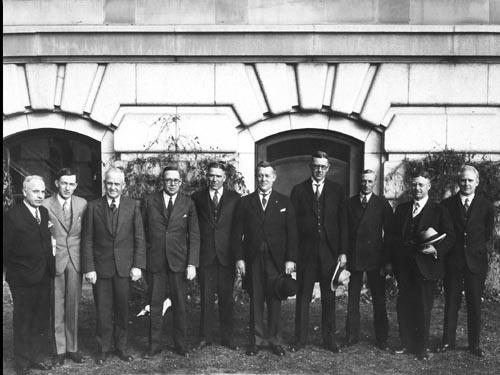
Reid, quarto da esquerda, entre os membros dos gabinetes de Alberta e Saskatchewan, c. 1930

Com Brownlee como primeiro-ministro e Reid como Tesoureiro Provincial, os déficits governamentais cessaram: o orçamento mostrou um superávit em todos os anos de 1925 até 1930, exceto 1927. Em 1929, Reid previu que a província estava à beira de um período de expansão econômica. Em vez disso, logo foi confrontado com a Grande Depressão. Cortou, então, drasticamente os gastos provinciais e aumentou os impostos, em parte criando um novo imposto de renda. Relutantemente aceitou que essas medidas não poderiam impedir um retorno a uma situação deficitária.
Sua disposição em gastar menos receita se devia à crença de que não havia mais gastos a serem cortados ou impostos adicionais que pudessem ser razoavelmente levantados. Por outro lado, Reid rejeitou os apelos dos liberais da oposição para reduzir os impostos como medida de estímulo.
Embora Brownlee não fosse mais entusiasta do que Reid sobre déficits, sua confiança contínua em seu Tesoureiro Provincial foi evidenciada por sua decisão de lhe dar mais uma pasta ministerial. Em 1930, Brownlee garantiu o controle do governo provincial sobre os recursos naturais do governo federal e nomeou Reid a recém-criada posição de Ministro de Terras e Minas de Alberta, em 10 de outubro de 1930. Nesta condição, Reid favorecia a propriedade privada sobre a propriedade pública. Opunha-se às ligações de seu próprio partido para promover projetos de hidreletricidade desenvolvidos pelo governo e via as ferrovias de propriedade da província como um fardo para o governo, embora elas finalmente tenham tido lucros em 1927. Era um dos principais defensores de vendê-las a interesses privados — intento que alcançou em 1929.

## Primeiro-ministro

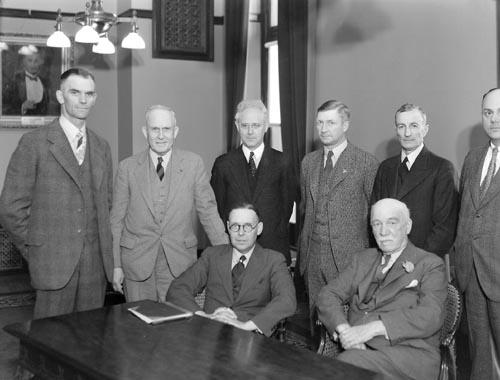
Gabinete Reid. Ele senta-se à esquerda

Em 1934, Brownlee foi envolvido em um escândalo sexual, quando uma jovem amiga da família e seu pai o processaram por sedução. Reid teve que convencer seu primeiro-ministro a não desistir "centenas de vezes". Quando o júri decidiu a favor dos demandantes, no entanto, Brownlee não teve escolha e renunciou em 10 de julho de 1934. Reid era o ministro mais proeminente do governo, e um dos mais populares, e foi a escolha unânime da UFA para assumir o poder — também substituiu Brownlee como Secretário Provincial.
Seu partido estava em uma posição incerta quando ele se tornou primeiro-ministro: além da renúncia de Brownlee, o ministro das Obras Públicas, Oran McPherson, estava em meio a um divórcio escandaloso e também deixara o ministério. Os MLAs Peter Miskew e Omer St. Germain tinham passado para os liberais. Além disso, a condição econômica da província permaneceu fraca. O líder liberal William R. Howson tentou tirar proveito disso para minar o governo e se posicionar como o próximo primeiro-ministro. Atacou Reid implacavelmente, pelo que alegou serem hábitos perdulários, e sugeriu que as taxas de impostos estavam causando o confisco de casas de famílias. Reid afirmou em resposta que os impostos diminuíram desde 1921, e criticou Howson por simultaneamente atacar os gastos do governo e exigir novos projetos de infraestrutura.
Nesse meio tempo, o governo de Reid tomou várias iniciativas políticas. Aprovou uma legislação autorizando o governo a comprar o gado de fazendeiros que não podiam mais comprar comida e elaborou um acordo de compartilhamento de custos com o governo federal e com companhia ferroviária para realocar os agricultores que fugiam do cinturão de poeira da província. Também pediu a criação de um conselho federal de comercialização de trigo e da Lei de Estabilização da Indústria Agrícola — que protegia dos credores qualquer parte da receita de um fazendeiro que fosse usada nos custos operacionais de sua fazenda ou despesas de moradia para sua família. Apesar dessas medidas, encontrou-se em desacordo com os filiados de seu partido, que estavam reagindo à Grande Depressão, seguindo um caminho cada vez mais socialista. Achou que o presidente da agremiação, Robert Gardiner, era da "extrema esquerda", e considerou que a Co-operative Commonwealth Federation (CCF), cuja fundação muitos membros haviam participado, era uma "amalgamação profana". Mesmo assim, seu governo experimentou uma forma de seguro de saúde universal — a ser financiado em conjunto pelo governo, empregadores e empregados — que daria aos cidadãos de Alberta assistência médica, odontológica e hospitalar gratuita. Seria lançado como um projeto piloto em Camrose, mas nunca foi iniciado por causa do resultado da eleição de 1935. Mais controverso, o governo de Reid reagiu ao divórcio de McPherson e sua cobertura ao propor a proibição dos jornais de cobrir os processos de divórcio, uma proposta que levou o MLA liberal Joseph Miville Dechene a comparar o premier a Hitler, Mussolini e Stalin.

### Crédito social

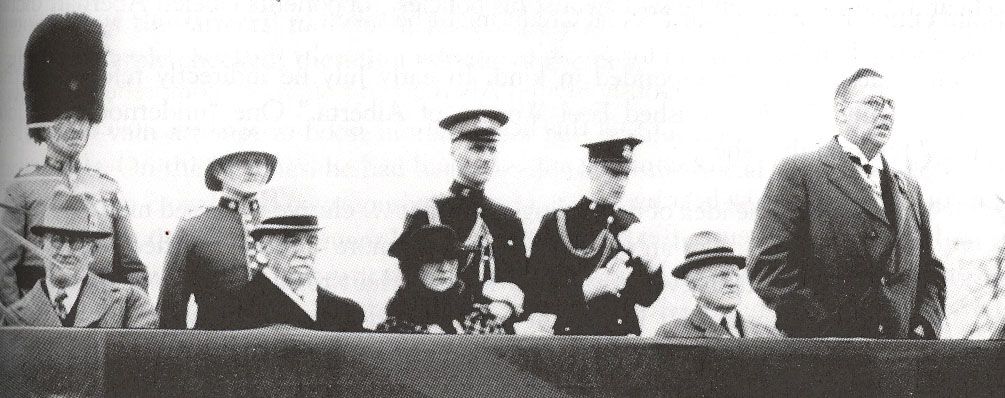
Reid, à direita, fazendo um discurso em Edmonton por ocasião do jubileu de prata de George V

Um adversário mais perigoso do que Howson era William Aberhart, o pregador de Calgary, que estava propondo uma forma de crédito para curar os males da província. Essa ideia do engenheiro britânico C. H. Douglas pretendia preencher a lacuna entre a produção de uma sociedade e seu poder de compra. Sustentou que essa lacuna era a fonte das dificuldades econômicas de Alberta. Reid estava desconfiado de Aberhart, embora, como a maioria dos políticos da época, se pronunciasse a favor da filosofia de Douglas. T. C. Byrne sugere que este apoio expresso foi desonesto, uma vez que Reid considerou essa ideia em todas as suas formas como "total absurdo", e o apoiou por causa de sua popularidade entre os eleitores.
Embora estivesse ganhando adeptos, Aberhart insistiu que seu objetivo não era entrar na política, mas persuadir os partidos existentes a adotarem o crédito social em suas plataformas. Para este fim, apareceu na convenção da UFA de 15 de janeiro de 1935. Na noite anterior, organizou uma recepção para os delegados. Além de Aberhart, contou com atores, retratando dois personagens dos quais Aberhart tinha feito uso considerável em apresentações em torno da província: o homem de Marte, que expressou perplexidade ao ver que a pobreza poderia existir no meio da abundância e que os governos nada faziam sobre isso, e Kant B. Dunn, que levantou argumentos do espantalho contrário para Aberhart os desmantelar. Outro personagem de Aberhart, o desastrado socialista C. C. Heifer, não apareceu. Os biógrafos de Aberhart, David Elliott e Iris Miller, sugerem que isso evitava alienar os muitos membros que apoiavam o socialismo.

No dia seguinte, a UFA começou a debater uma resolução que dizia:
Resolveu-se que um sistema de crédito social, conforme descrito por William Aberhart, Calgary, seria colocado como um ponto central da plataforma provincial da UFA a ser levada ao eleitorado na próxima eleição provincial.
O debate foi vigoroso. Um delegado disse que os membros queriam crédito social e se não conseguisse passar pelo partido, encontrariam outros meios. Depois de três horas, o vice-presidente, Norman Priestly, observou frustrado que os delegados estavam debatendo os méritos de "um sistema de crédito social como descrito por Aberhart", sem nunca tê-lo ouvido delinear seu sistema proposto. Concordou em convidar Aberhart para participar do debate na UFA. Usando a analogia do sangue fluindo através do corpo humano, argumentou que os 4 quartos imperiais (4,5 l) de sangue contidos no corpo humano eram suficientes para o coração bombear muito mais do que isso por dia; assim era, argumentava, com a moeda, cuja circulação precisava ser acelerada para aumentar o poder de compra da população de Alberta. Por fim, expressou seu pessimismo de que os delegados escolheriam apoiar o crédito social, e esse pessimismo provou ser bem fundamentado: embora as fontes sejam inconsistentes no resultado preciso — o jornalista John Barr relata que o voto exato não foi registrado, enquanto o historiador Bradford Rennie afirma que houve 30 votos afirmativos de 400 delegados presentes — há consenso de que a resolução foi derrotada com folga. Enquanto o voto parecia ser uma vitória decisiva para Reid e seus colegas tradicionalistas, Byrne sugere que muitos membros se abstiveram.

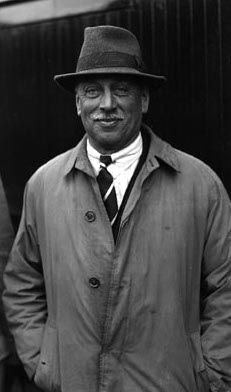
C. H. Douglas provou ser mais evasivo do que Reid havia previsto na avaliação da versão Aberhart do crédito social

Tendo, aparentemente, derrotado a ameaça interna, o primeiro-ministro e seu governo voltaram sua atenção para a ameaça externa: o repúdio da convenção tinha convencido Aberhart que sua Liga de Crédito Social deveria apresentar candidatos na próxima eleição. A defesa de Reid tomou duas formas. A primeira foi um ataque aberto a Aberhart e suas políticas. Insistiu que os "dividendos mensais de crédito" de seu adversário, de 25 dólares canadenses, não poderiam ser emitidos, a menos que os impostos aumentassem dez vezes. Argumentou que os meios propostos para aumentar as receitas — "acréscimos a apropriar" e "impostos sobre a produção" — eram impostos disfarçados que seriam pagos principalmente pelos agricultores e que suas alegações de que o crédito necessário poderia ser criado, "ao golpe de um caneta-tinteiro", em um livro contábil, eram absurdas. Ressaltou ainda que os elementos do plano de Aberhart, incluindo a entrada do governo provincial no setor bancário e a criação de uma tarifa provincial, eram uma atitude ultra vires da província sob a constituição canadense. Esses temas foram expostos por Priestly e Brownlee, os quais realizaram turnês de palestras e discursos de rádio, e por especialistas jurídicos e econômicos comissionados pelo governo.
O segundo elemento da abordagem do primeiro-ministro era questionar a compreensão de Aberhart sobre a teoria que apresentava, expondo inconsistências entre suas declarações e as teorias avençadas por Douglas. C. H. Douglas e Aberhart não gostavam um do outro, e Douglas não acreditava que Aberhart compreendesse plenamente suas teorias. Embora tenha se recusado a comentar publicamente, um de seus deputados certa vez chamou um dos panfletos de Aberhart de "falacioso do começo ao fim". Com a esperança de capitalizar essa divisão, Reid convidou Douglas para ir a Alberta e servir como "Conselheiro de Reconstrução Econômica" por uma taxa anual de 2,5 mil dólares, mais uma despesa de 2 mil para cada uma de suas viagens anuais de três semanas à província. Douglas aceitou. Irritado com o fato de o governo incorrer em uma despesa considerável sem consultar o Legislativo, o líder conservador David Duggan apresentou uma moção pedindo que Aberhart fosse contratado em uma capacidade similar. Isso convinha ao premier, que esperava que, ao induzir os dois homens a apresentarem planos detalhados, finalmente tivesse algo concreto para atacar, e algo igualmente concreto de Douglas para contrastá-lo.
Aberhart confundiu o plano de Reid ao recusar sua oferta. Douglas, por sua vez, forneceu resultados mistos: em seu caminho para Edmonton, repudiou publicamente o panfleto impugnado e também se pronunciou contra a criação de um veículo político provincial de crédito social. Por outro lado, logo após sua chegada, enviou uma carta, alegremente divulgada por Aberhart, afirmando que não havia conflito entre suas versões. Além disso, seu relatório preliminar ao governo preocupava-se principalmente com realidades políticas e legais, e não econômicas: recomendou a criação de um meio de comunicação controlado pela província para combater a propaganda anti-social de crédito que antecipou na imprensa privada, organizando uma delegação provincial; instituição de crédito pelo governo, e acumulação de estoque de moeda, ações e títulos. Também sugeriu que a UFA poderia precisar formar um governo de coalizão para implementar o crédito social. O relatório era de pouca utilidade para o governo de Reid, então pediu ao seu procurador-geral, John Lymburn, que pedisse a Douglas para criticar uma das transmissões de rádio de Aberhart. Douglas hesitou e fez apenas comentários vagos sobre pequenos erros técnicos na transcrição.
A estratégia de Reid para o combate à influência de Aberhart havia falhado. O ataque à validade das idéias dele fracassou porque grande parte do público, em extrema pobreza, não estava interessada em ouvir argumentos econômicos e jurídicos. Este estado de espírito foi ilustrado pelos comentários de um eleitor a Brownlee sobre as propostas de Aberhart:
Sr. Brownlee, nós te ouvimos com muita atenção e as respostas que destes parecem muito difíceis de refutar. Mas tenho mais uma pergunta ... Estou vendendo meu trigo a 25 centavos por bushel. Se eu tentasse vender um boi amanhã, provavelmente dificilmente teria o suficiente para pagar o frete. Eu recebo três centavos por dúzia de ovos. Tenho sorte de ganhar um dólar por uma lata de creme. Você vai me dizer o que eu tenho a perder?
A segunda parte da estratégia, contrastando as propostas de Aberhart com as de Douglas, fracassou em grande parte porque os dois foram muito evasivos em suas declarações para fazer qualquer tipo de comparação direta de seus pontos de vista. O historiador do Colégio Lakeland, Franklin Foster, oferece uma explicação adicional: quando albertanos foram expostos ao evangelista carismático, Aberhart, e ao tecnocrata seco, Douglas, preferiram o primeiro, independentemente de credenciais ou experiência econômica.

### Derrota eleitoral
Durante a campanha para a eleição de agosto de 1935, Aberhart ofereceu recuperação econômica. Por outro lado, Reid fez críticas a Aberhart, além de destacar o histórico de governo limpo, impostos baixos e responsabilidade fiscal, comprometendo a si e a seu governo em trazer uma sensação de segurança. Mais concretamente, prometeu construir uma refinaria de petróleo — prevendo que "o futuro próximo testemunhará as maiores explorações de petróleo que esta província já conheceu."
A maior parte da campanha foi realizada em torno da promessa do partido do crédito social de tirar Alberta da depressão através da aplicação de suas teorias monetárias. Reid alegou que as políticas de Aberhart iriam destruir a capacidade de obtenção de crédito do governo, deixando-o incapaz de conseguir o dinheiro necessário. Mas os eleitores — mesmo os céticos quanto às promessas do Crédito Social — não tinham esperanças nas alternativas oferecidas pela UFA. Em 11 de agosto, dia das eleições, todos os parlamentares do partido — que alcançou o terceiro lugar — foram derrotados. Ante o desempenho eleitoral de seu partido, o primeiro-ministro renunciou ao cargo em 22 de agosto.
O tempo provaria que Reid tinha razão na maioria de suas críticas a Aberhart, poi ele não apresentou uma agenda econômica específica, grande parte de sua legislação foi derrubada pelos tribunais e a depressão continuou por vários anos. Isso foi de frio conforto para o ex-primeiro-ministro cuja derrota foi enorme, aos 408 dias, e cujo período à frente do governo foi o mais curto na história da província até aquele momento.

## Últimos anos
Após a eleição, Reid organizou uma rápida transferência de poder — a vitória de seu adversário provocou uma corrida bancária, e Reid queria restabelecer a estabilidade o mais rápido possível. Além disso, a província precisava obter uma grande soma de dinheiro para cumprir suas obrigações de curto prazo, e a UFA, com as proximidades de mudança de governo, não conseguiu fazer promessas a possíveis credores.
Uma vez no cargo, confrontado com uma situação financeira terrível, Aberhart acusou o governo anterior de má gestão. Em janeiro de 1936, Reid respondeu que não houve má administração, que os problemas financeiros da província eram devidos às políticas do Crédito Social, reais e prometidas, e que se houvesse obtido a reeleição em 1935, poderia continuar governando sem grandes dificuldades. Também resistiu às insinuações de que tinha sido restritivo demais para ajudar fazendeiros empobrecidos. Em 1969, afirmou que a redução das fontes de receita provincial tornaria impossível uma assistência adicional.
À parte dessas incursões ocasionais, defendendo seu legado, retirou-se da política. Tornou-se um agente de comissão e mais tarde um bibliotecário da Canadian Utilities Limited. Para este último cargo, foi nomeado membro honorário da Associação de Bibliotecas de Edmonton. Durante a Segunda Guerra Mundial, serviu na comissão de mobilização do governo canadense. Richard Reid morreu em Edmonton em 17 de outubro de 1980, aos 101 anos. Seu corpo foi cremado, e as cinzas, enterradas em Edmonton.
Historiadores geralmente veem Reid como uma vítima das circunstâncias: como muitos governantes em todo o Canadá, Reid foi derrotado pela Grande Depressão. Rennie argumenta que sua abordagem sobre o governo, frugal e não intervencionista, foi bem adaptada à próspera década de 1920, mas não nos anos 1930, e destaca sua falta de carisma. Mas também escreve que praticamente ninguém poderia ter vencido a eleição de 1935. Foster concorda, avaliando-o como "um homem discretamente competente e gentil" que "mereceu a confiança de seus colegas", mas que em 1935 estava "claramente fora de seu elemento". Como Rennie conclui: "em 1935, os albertanos queriam um salvador. Richard Gavin Reid era um mero mortal".

## Ligação externa
- «The Honourable Richard G. Reid, 1934–35» (em inglês). Assembleia Legislativa de Alberta